# Alexandre Vachon

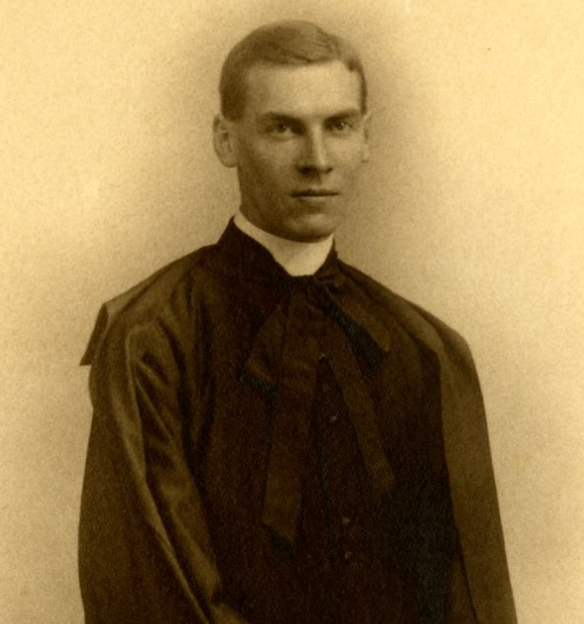
Alexandre Vachon als junger Priester

Alexandre Vachon (* 16. August 1885 in Saint-Raymond, Kanada; † 30. März 1953 in Dallas, Texas, Vereinigte Staaten) war römisch-katholischer Erzbischof von Ottawa und Rektor der Universität Laval.

## Leben
Alexandre Vachon studierte am erzbischöflichen Priesterseminar von Québec und an der Universität Laval Kanonisches Recht, Philosophie und Theologie. Ein Ergänzungsstudium am Massachusetts Institute of Technology und der Harvard University schloss er mit dem Master. Alexandre Vachon wurde am 22. Mai 1910 zum Priester geweiht. Nach der Priesterweihe lehrte er an der Laval-Universität Chemie und wurde 1937 zum Dekan der Wissenschaftsfakultät berufen. 1939 wurde er Rektor der Universität Laval. Ihm zu Ehren wurde ein Gebäudekomplex der Universität Laval benannt.
Bereits ein Jahr später berief ihn Papst Pius XII. (1939–1958) zu neuen Aufgaben. Unter gleichzeitiger Ernennung zum Titularerzbischof von Achrida erhielt er am 11. Dezember 1939 die Berufung zum Koadjutor-Erzbischof von Ottawa. Am 2. Februar des folgenden Jahres spendete ihm der Erzbischof von Ottawa, Joseph-Guillaume-Laurent Forbes, die Bischofsweihe. Mitkonsekratoren waren der kanadische Militärbischof Charles Leo Nelligan und Joseph Charbonneau, Bischof von Hearst. Sein Wahlspruch lautete: Ad Jesum Per Mariam („Zu Jesus durch Maria“).
Mit dem Tod Erzbischof Forbes’ am 22. Mai 1940 folgte er diesem als Erzbischof von Ottawa nach. Er bekleidete dieses Amt bis zu seinem Tod am 30. März 1953, der ihn auf einer Dienstreise in Dallas überraschte.

## Allgemeines
Erzbischof Alexandre Vachon weihte Lionel Scheffer OMI (Apostolischer Vikar von Labrador) zum Titularbischof von Isba.
Als Mitkonsekrator wirkte er bei:
- Albini LeBlanc zum Bischof von Hearst,
- Georges Léon Pelletier zum Titularbischof von Hephaestus (Weihbischof in Québec),
- Bruno Desrochers zum Bischof von Sainte-Anne-de-la-Pocatière,
- Louis Lévesque zum Bischof von Hearst und
- Paul Bernier (Apostolischer Nuntius in Costa Rica) zum Titularerzbischof von Laodicea in Syria.

## Ehrenämter
Vachons Interesse an Technik, Bergbau  und Allgemeinwissenschaften brachte ihm das Amt des Präsidenten des National Research Council of Canada ein, er wurde auch zum Berater beim kanadischen Fischereiministerium berufen. Darüber hinaus war er Mitglied im Aufsichtsrat von Radio Kanada. Unter seiner Regie wurde 1947 der erste Marianische Kongress in Ottawa, an dem über 200.000 Gläubige teilnahmen, abgehalten. In Anerkennung seiner Leistungen wurde er von Papst Pius XII. zum Conte Romano ernannt.